# Psittacula cyanocephala
Psittacula cyanocephala là một loài chim trong họ Psittacidae.